# Torito de Pucará

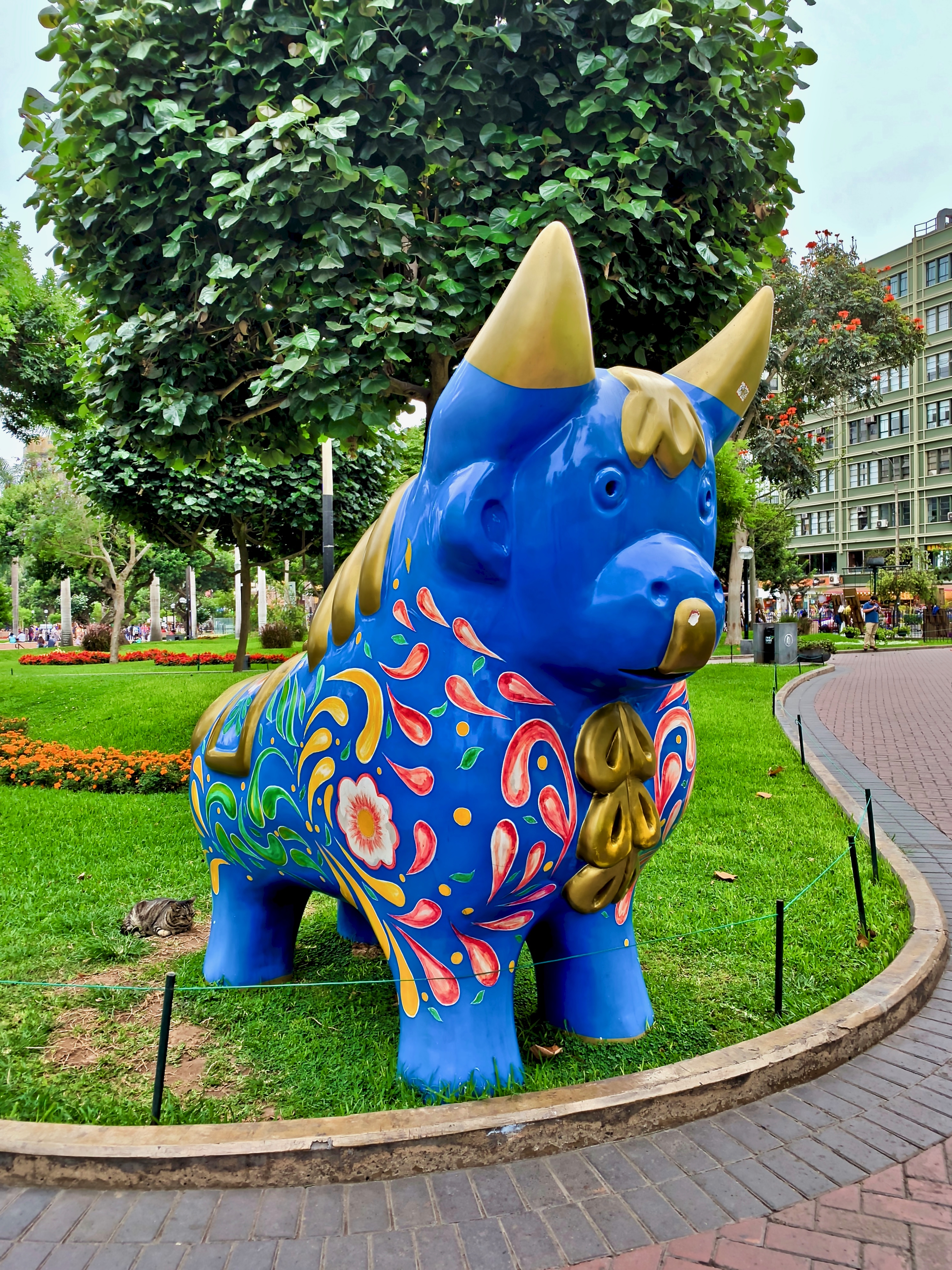
Torito Pucará en el Parque Kennedy de Miraflores

El Torito de Pucará es una pieza de cerámica característica del departamento peruano de Puno. Su origen se dio en las comunidades Checca Pupuja y Santiago de Pupuja, en lo que hoy es el distrito de José Domingo Choquehuanca de la provincia de Azángaro del departamento de Puno. Tradicionalmente eran vendidos en la estación de tren de Pucará, que pasa por el distrito José Domingo Choquehuanca, de donde obtiene el nombre por el que es más conocido. Eran usados en las ceremonias de marcación y para la procreación del ganado, protección, felicidad y fertilidad en la vida matrimonial. Esta pieza cerámica se ha convertido en un símbolo de la identidad sur andina peruana.
En marzo de 2019, el Ministerio de Cultura declaró como Patrimonio Cultural de la Nación a los conocimientos, técnicas y prácticas asociadas a la producción de cerámica tradicional de la comunidad de Checca Pupuja Checca en Puno, entre las que se encuentran los toros, por su rol fundamental en la vida social, cultural y ceremonial de la comunidad
En 2022 el Congreso de la República declaró el 18 de marzo como Día Nacional del Torito de Pucará.

## Origen y mito
“Que en Pukara, se registraba hace mucho tiempo una sequía prolongada, ya no había agua, se estaban secando los pozos. Entonces cierto día a un campesino indígena se le ocurrió hacer una ofrenda de sacrificio al Dios Pachakamaq, decidió subir al peñón de Pukara, llevando consigo un toro y de esa manera hacer sus peticiones de lluvia. El toro que llevaba parecía adivinar que algo le pasaría y se resistía subir con su amo. Ya estando arriba, el toro quiso sobarse en el peñón,  logró hincar con su cuerno la roca... Y asombrosamente brotó  agua,  tanta agua que el pueblo pudo sobrevivir. La población asombrada por tal milagro admiró mucho más al toro. A partir de ese entonces el toro constituyó un elemento ritual,  utilizado en la marcación del ganado. Esto provocó la inspiración de artesanos alfareros, que en un inicio fue símbolo de ceremonias, y ahora le atribuyeron poder de protección, cuando es colocada en los techos de las viviendas”
Edilburgo Castillo. 56 años 

La elaboración de esta cerámica se da en las comunidades de Checca Pupuja y Santiago de Pupuja, las cuales cuentan con una larga tradición alfarera desde la época precolombina. La población de estas comunidades se dedica a la crianza de vacas, ovejas, llamas y cuyes; así como al cultivo de productos como la quinua, la kañiwa, el olluco y la papa; a la elaboración de textiles y sombreros; y, a la alfarería, la cual destaca principalmente por su estilo de tipo vidriado y su amplio repertorio de piezas.
Debido a su alto grado de especialización y a la calidad de su cerámica, durante la época de la colonia española, los artesanos de estas comunidades fueron requeridos por la administración para elaborar cerámica utilitaria para el sur andino. En la actualidad, esta tradición se mantiene vigente en manos de algunos maestros alfareros, quienes producen cerámica utilitaria, ceremonial y juguetería a los principales mercados de Cusco, Puno y Arequipa.
El nombre de esta creación alfarera se debe a que hacia mediados de 1940 recibe una particular atención a raíz de su comercialización en la estación ferroviaria de Pucará (del tramo del ferrocarril Puno - Cuzco, finalizado en 1908), cercana a las comunidades de Pupuja. Así mismo, en 1949, el Instituto de Arte Peruano, bajo la dirección del pintor José Sabogal, publicó El toro en las artes populares, publicación que destacó la elaboración del toro de cerámica en Checca Pupuja y su relevancia para la cultura nacional.
El uso primigenio de esta forma de cerámica se relaciona con la cultura mágico religiosa de las comunidades campesinas, específicamente en las ceremonias de marcación del ganano o Señalacuy, en la que escogen para padrillo al toro más hermoso, atan al animal por las patas y lo colocan sobre ponchos en el centro del lugar de la fiesta. Luego le pintan volutas, rayas y aparejos con "taco", ocre disuelto en agua, y le hacen cortes sobre las cejas, nariz y papada, operación que llaman "huallcus". Finalmente le echan aguardiente en la nariz y ají bajo la cola, por lo que al soltarlo sale rebrincando y lamiéndose desesperado el hocico, mientras los concurrentes le arrojan flores y frutas, como el clásico arroz en las bodas.  Es por eso que casi todos los toros de Pucará tienen la cola volteada sobre el lomo y la lengua afuera, lamiéndose el hocico e igualmente ostentan los adornos que pintaron al toro vivo durante la fiesta. Esta celebración del señalacuy tiene un profundo sentido ritual pagano de propiciación a los dioses y la Madre Tierra para el aumento del ganado.

## Simbología

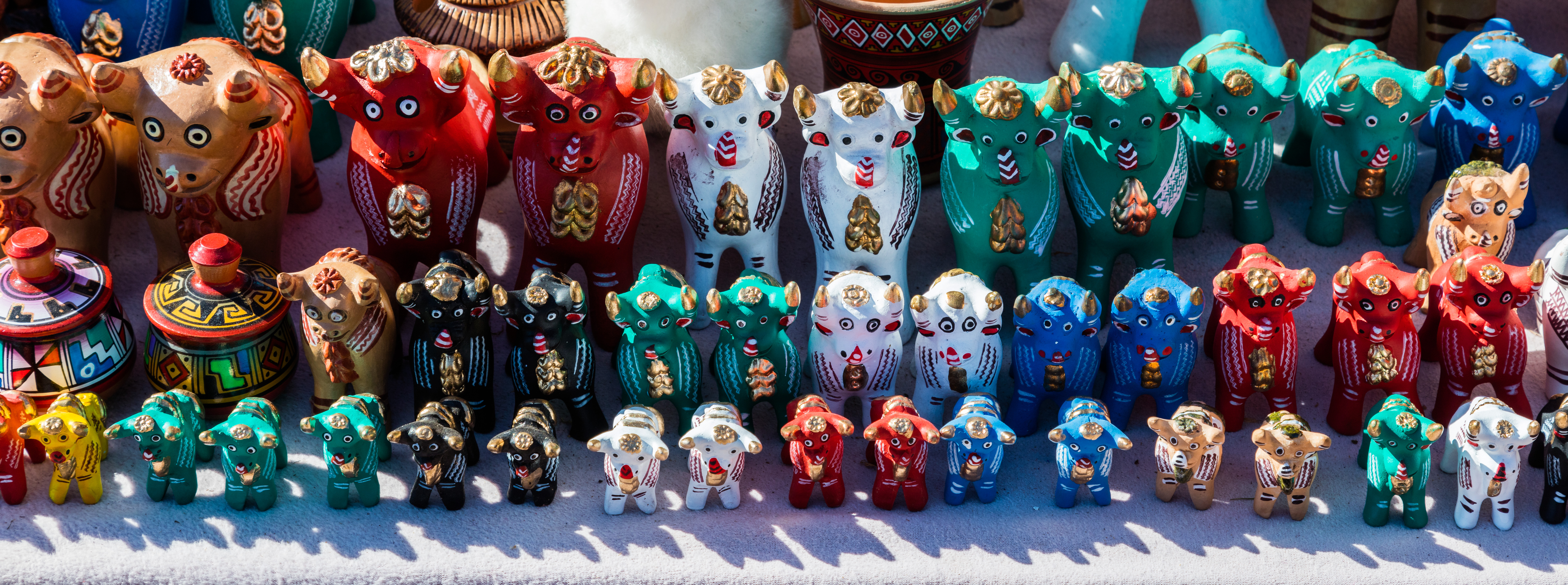
Toritos de Pucará en venta.

El “Torito de Pucará” es un símbolo totémico conocido como conopas (quechua) y/o Illas (aimara) que se usa en los rituales andinos. La representación simbólica en su iconografía artísticamente acabados tiene valor estético y espiritual: El color blanco del toro simboliza pureza y protección (pareja); color negro el ego, defectos psicológicos; la chicha (agua) y/o vino que está dentro como fuente de vida relacionado con la transmutación del factor nacer, fecundación.
En el ritual del “señalaquy” se utiliza el torito de supliendo a las Illas, conopas antes representados por los camélidos -en piedra y cerámica- luego de esparcir el elemento agua o vino es fertilizar simbólicamente el ganado. Para el hombre significa el trabajo con la energía sexual que debe llegar hasta la cabeza, es el factor nacer, la transmutación de la energía creadora controlada por la mente, la misma que es sutilmente esculpida en el torito por los artistas herederos de la cultura Pucará.[cita requerida]
Los elementos de simbología presentes en el torito son los siguientes:
- El orificio a la altura del hueso sacro, que alegóricamente representa el trabajo con el agua, la semilla, Ens seminis, la fecundación. En el mundo andino el echar el vino y/o chicha al recipiente simbólicamente evoca generación de vida, siembra de un nuevo ser, en este caso aumento del rebaño y el ritual de la “ch’alla” esparciendo con el mismo elemento agua o vino es fertilizar simbólicamente el ganado.
- El asa puente en la espalda que se proyecta del sacro hacia la cabeza no es nada casual su aplicación o simple decoración, significa que la energía sexual debe llegar hasta la cabeza, es el factor nacer, la transmutación de la energía creadora que debe ser controlada por la mente. Un mensaje para el varón que se une a la mujer en matrimonio y el derramar esa agua significa generar otra vida.
- El enjalme es signo de cuidado, protección de esa fuerza creadora, como una carga pesada y sacrificio para lograr la autorrealización del ser humano.
- Se muestra en el cuello superior tres orlas que simbólicamente indica el ascenso a la cabeza (dominio de la mente) con los tres factores de la revolución de la conciencia, la trilogía: nacer, morir y sacrificar por la humanidad; Padre, Hijo y Espirito Santo o el uso de energía positiva, negativa y neutra. Se complementa con la banda o chalina que abrazan el pecho con aplicación de zig zag, escalera o cadenillas.
- Los ojos redondos y saltones indica que el ser humano debe estar alerta con el mundo que le rodea, con conciencia despierta o simplemente se aplique la auto observación.
- La lengua está relacionada con el uso adecuado del verbo, que de la boca del hombre no salga palabras que dañen: la mentira, ira, insulto, orgullo, etc.
- La huella de cortes profundos en la piel, como una forma de señalización del ganado vacuno del hacendado llamado “Huallccuscka” un hecho bastante sádico practicado en la colonia; son decorativos como las flores y hojas.
- Las figuras espirales en forma de caracol, es la representación de la culebra o el puma pez relacionada con el fuego flamígero, muy finamente esculpido en la “Estela del Rayo” de la Cultura Pucará, la forma como se estiliza en trazos de artistas alfareros son excepcionales, que nos da el mensaje de la espiral de la vida; indicando que nuestras existencias se desenvuelven ya en espiras más bajas o en espiras más altas según el Nivel del Ser y el trabajo desarrollado en sí mismos.

En la percepción de los pobladores del altiplano manifiestan que el par de toritos de pucará en el techo es signo de protección y felicidad en el hogar, es una dualidad andina que representa al marido y mujer que representan la fusión de energías positiva y negativa que busca el equilibrio y bien común.

## Elaboración
Dentro la comercialización de la cerámica artística de Pucará tiene un repunte en la demanda del “Torito de Pucará” como una cerámica decorativa en diversos tamaños y variedad, objeto de prototipo publicitario para el turismo nacional e internacional. Los artesanos productores están agremiados en dos organizaciones. “Asociación de Artesanos Virgen del Carmen” y la “Federación de artesanos de Pucará” integrado por 224 ceramistas, especializados en la producción de cerámica, tejidos, bordados cuyo objetivo es producir para el mercado turístico nacional y exportación internacional.
El acabado singular de los toritos son figuras imperfectas, de aspecto tosco, con aplicaciones de flores, elipses, capellones en el lomo, en el cuello como chalinas con aplicaciones geométricas zig zag y/o escalera, con orlas que le cuelgan del testuz.
Los toritos inicialmente tenían solo dos colores: blanco y nogal. El cuerpo es de color natural, naranja tenue, casi blanco que es barro cocido sin haber sido posteriormente pintado. En el proceso tecnológico de la producción de la cerámica en Pucará se usa diversas clases de arcilla que son agregados de minerales y sustancias coloidales como el caolín, la dolomita; arcilla gris, amarilla, verde y rojiza; como también arcilla apizarrada y chocolate, cada cual en su cocción soportan temperaturas de 800 °C a 2000 °C., como complemento en el molido, maceración y tamizado de la arcilla se usa la tierra refractaria que les provee la Santa Tierra de Pucará.
La cabeza, los cuernos y los iconos son de color pardo en unos casos y en otros de color café obtenidos con tintes naturales, industriales aplicación según sea el caso en la precocción y post cocción como por ejemplo: Nogalina en polvo (color nogal o marrón), barniz vitrificado (conserva color natural), esmalte minio (brillo), óxido de cobalto, antimonio mezclado con agua (color amarillo), óxido de cobre más plomo, minio y sílice (color verde vidrioso) y manganeso más óxido de hierro (color negro).
En cambio, en los acabados de los toritos modernos se aplica más de dos colores chillones y brillantes llamativos para dar un atractivo artístico y comercial.